# 大山タクシー

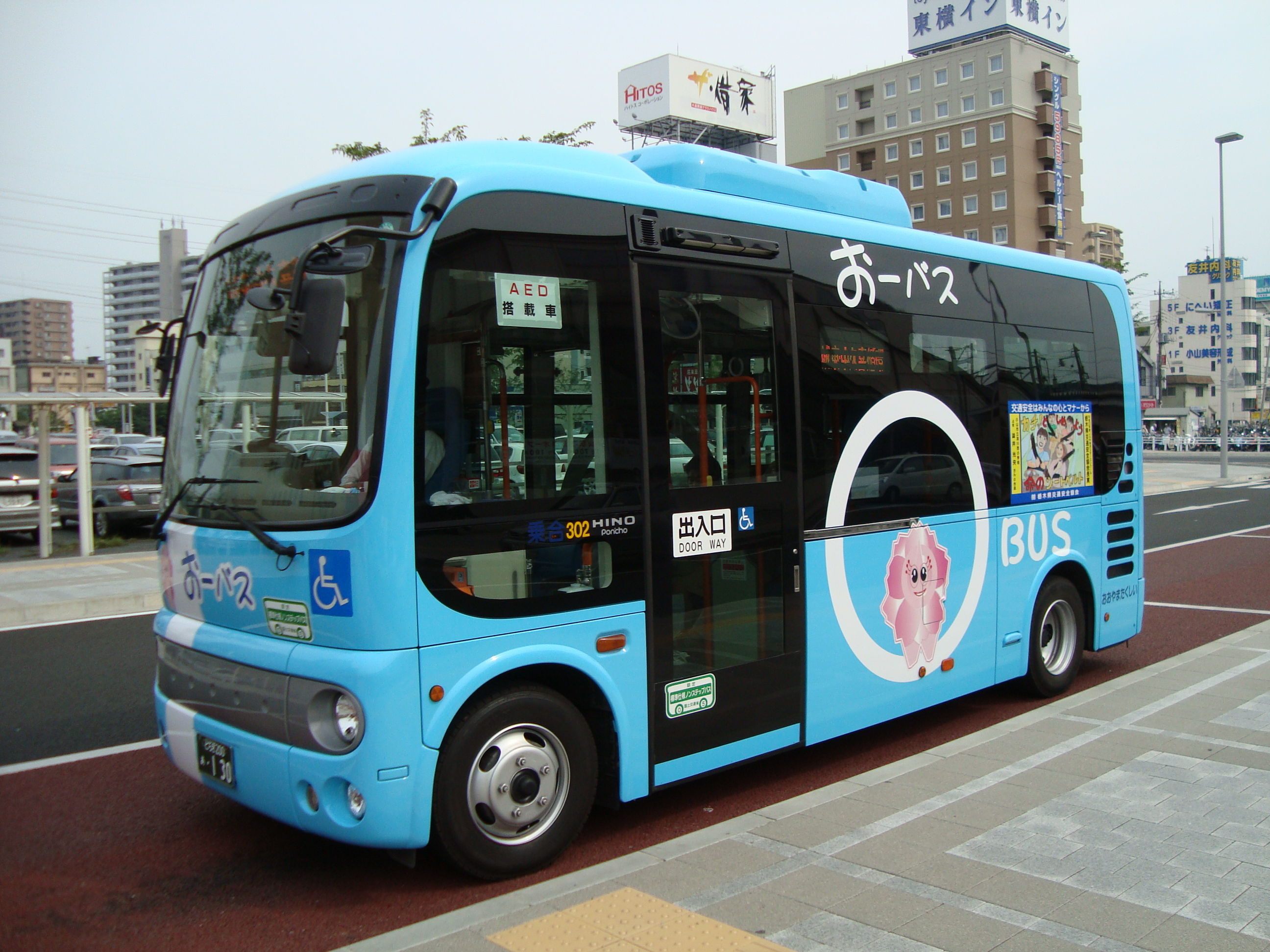
大山タクシーの小型バス
小山市コミュニティバス「おーバス」中久喜城東線
日野・ポンチョ

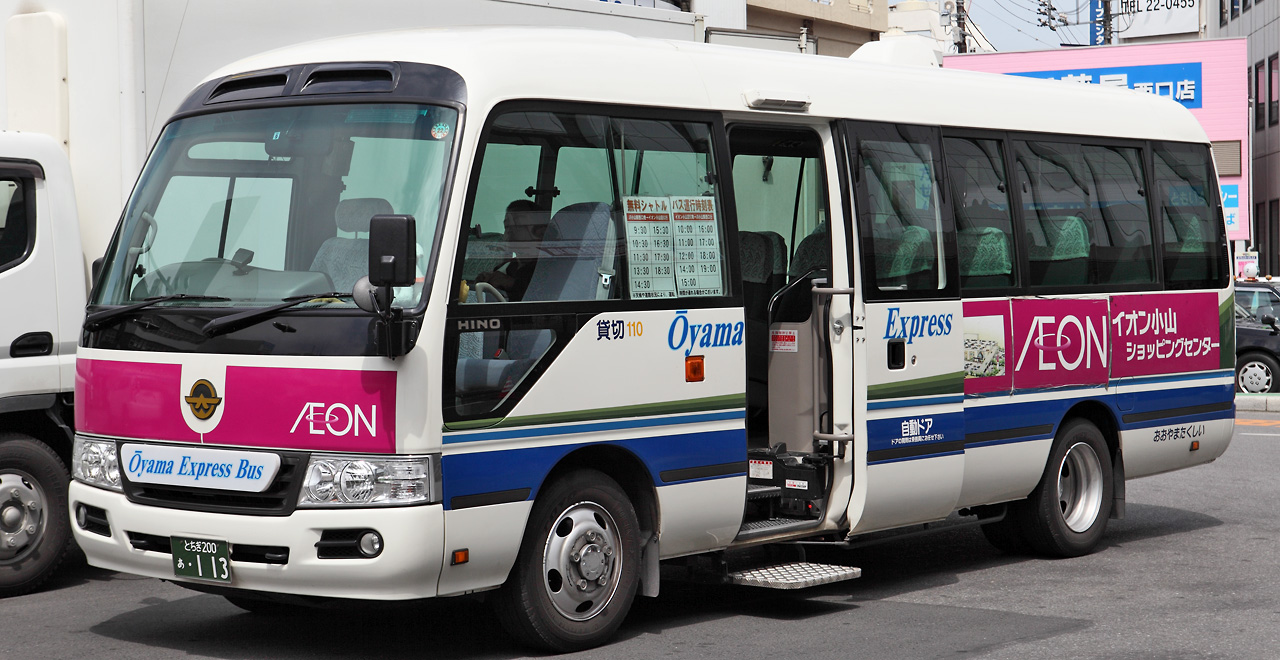
大山タクシーのマイクロバス
イオン小山ショッピングセンター無料シャトルバス
日野・リエッセII

大山タクシー有限会社（おおやまタクシー）は、栃木県小山市に本社を置くタクシー・バス事業者である。タクシー事業のほか、貸切バス・乗合バス・特定バス事業も行う。一般社団法人栃木県タクシー協会には加盟しているが、公益社団法人日本バス協会には加盟していない。

## 概要
小山市コミュニティバス「おーバス」、小山市と栃木市が連携して運行する広域公営バス「渡良瀬ライン」の運行を受託している。
特定バス事業として特別支援学校のスクールバスや企業従業員輸送などを行っている。タクシー事業では福祉タクシーやタクシー車両を使用した救援代行サービス業（便利屋タクシー）も行う。また軽自動車による運送業（軽貨物）も行っている。

### 沿革
創業者の大山正蔵が1962年（昭和37年）11月に大山タクシー有限会社を設立し、翌1963年（昭和38年）12月に営業免許の許可を受ける。1964年（昭和39年）3月15日にタクシー2台で営業開始、小山市犬塚618-4に本社を置いた。会社ではこの日を設立日としている。
2002年（平成14年）9月には福祉タクシー車両を1台導入するとともに、バス車両を5台導入して貸切バス事業に参入。2005年（平成17年）9月には特定バス事業の認可を受け、翌10月より栃木県立国分寺養護学校のスクールバス運行受託を開始した。2007年（平成19年）6月には乗合バス車両4台を導入し翌年には1台増車。2010年（平成22年）10月には小山市コミュニティバス東部デマンドバス、翌2011年（平成23年）10月には小山市コミュニティバス西部デマンドバスの運行受託を開始した。

## 運行路線

### 自社路線
- 桑東部団地・学校循環路線

### 受託運行

#### 小山市コミュニティバス「おーバス」
- 高岳線
- 城東中久喜線
- 土塔平成通り線
- 大谷中央線
- デマンドバス（小山市内の全エリアの運行を担当）

#### 広域公営バス
- 渡良瀬ライン

## 車両

### タクシー
- セダン型として日産・セドリック営業車を、ジャンボタクシーとしてトヨタ・ハイエースを、福祉タクシーとして軽ワゴン車などを使用している。
- セダンタクシーの塗装は、上半分が白色、下半分が濃い緑色のツートンカラーであるが、黒一色の車両も在籍する。

### バス
2016年（平成28年）10月現在、乗合バス車両12台、貸切バス車両25台、特定バス車両10台を保有する。
- おーバスなどの定時路線バスは、日野・ポンチョを中心に、三菱ふそう・エアロミディや日野・レインボーのノンステップバスを使用し、三菱ふそう・ローザを使用することもある。デマンドバスは、トヨタ・ハイエースとタクシー共通のセダン車を運行地域により使い分けている。
- 貸切車は、日野・セレガと三菱ふそう・エアロバスMMを主に使用する。
- 特定車のうち企業送迎用は、トヨタ・コースターおよび日野・リエッセII、中型貸切バスを主に使用している。特別支援学校スクール用はいすゞ・エルガの送迎バスタイプを使用する。